# Ardre
Pour les articles homonymes, voir Ardre (homonymie).
L'Ardre est une rivière française qui coule entièrement dans le département de la Marne, en région Grand Est. C'est un affluent en rive gauche de la Vesle et donc un sous-affluent de la Seine par l'Aisne et l'Oise.

## Géographie
D'une longueur de 39,3 km, elle prend naissance à Saint-Imoges, au sud de Reims, dans le parc naturel régional de la Montagne de Reims, à 250 m d'altitude, et s'appelle aussi dans cette partie haute le ru ou ruisseau Saint-Pierre. Puis il traverse l'étang de Morieul.
L'Ardre coule globalement du sud-est vers le nord-ouest dans le département de la Marne dont elle traverse la partie occidentale.
Elle termine son cours à Fismes, en se jetant en rive gauche dans la Vesle, à 60 m d'altitude.

### Communes et cantons traversés

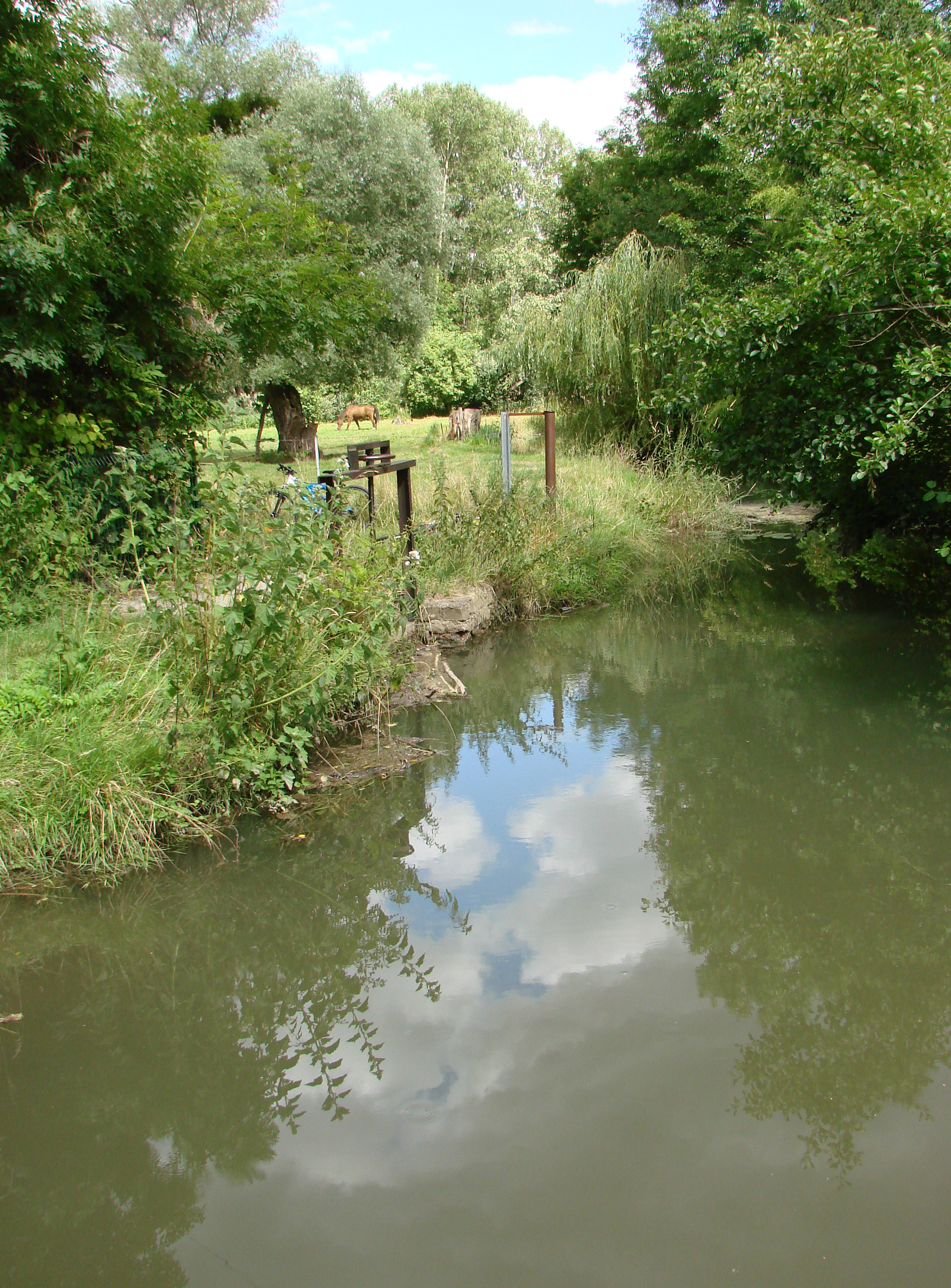
L'Ardre à Crugny. Un ruisseau la rejoint, une vanne a été installée.

Dans le seul département de la Marne, l’Ardre traverse les dix-huit communes suivantes, de l'amont vers l'aval, de Saint-Imoges (source), Sermiers, Courtagnon, Nanteuil-la-Forêt, Pourcy, Marfaux, Chaumuzy, Bligny, Sarcy, Poilly, Tramery, Faverolles-et-Coëmy, Savigny-sur-Ardres, Serzy-et-Prin, Crugny, Courville, Saint-Gilles et Fismes (confluence).
Soit en termes de cantons, l’Ardre prend source dans le canton d'Épernay-1, traverse le canton de Dormans-Paysages de Champagne, conflue dans le canton de Fismes-Montagne de Reims, le tout dans les arrondissements d'Épernay et de Reims.

## Hydronymie
Issu du flamand aard qui signifie « champ, pâture » défriché par brûlis.

### Toponyme
L'Ardre a donné son hydronyme à la commune de Savigny-sur-Ardres. L'Ardre au aussi donné son hydronyme à la communauté de communes Ardre et Tardenois.

### Bassin versant
L'Ardre traverse quatre zones hydrographiques, L'Ardre du confluent du Noron (exclu) au confluent de la Vesle (exclu)' (H157), 'La Vesle du confluent du Cochot (inclus) au confluent de l'Ardre (exclu)' (H155), 'L'ardre de sa source au confluent du Noron (inclus)' (H156), 'La Vesle du confluent de l'Ardre (exclu) au confluent de l'Aisne (exclu)' (H158), pour une superficie de 302 km2. Ce bassin versant est constitué à 69,84 % de « territoires agricoles », à 28,18 % de « forêts et milieux semi-naturels », à 1,83 % de « territoires artificialisés ».

## Affluents
L'Ardre a quatorze tronçons affluents référencés :
- le ruisseau des Iselles (rg), 8,1 km, sur les trois communes de Pourcy (confluence), Nanteuil-la-Forêt, Saint-Imoges (source) avec un affluent :
  - le ruisseau de Courton, 8,1 km.
- un bras de l'Ardre,
- le ruisseau des Clos de Cultron (rd), 2 km sur la seule commune de Marfaux,
- un bras,
- le ruisseau de la Brandeuille (rg), 7,7 km sur les quatre communes de Romigny, Ville-en-Tardenois, Chambrecy, Sarcy avec deux affluents :
  - le ruisseau d'Hoyau (rg), 4 km sur les trois communes de Chambrecy, Champlat-et-Boujacourt, Chaumuzy,
  - le ruisseau du Parc (rg), 3,8 km sur les deux communes de la Ville-en-Tardenois et Sarcy.
- le Noron (rd), 10 km sur les huit communes de Poilly, Bouleuse, Aubilly, Mery-Premecy, Saint-Euphraise-et-Clairizet, Bouilly, Marfaux, Courmas avec deux tronçons affluents de rang de Strahler deux :
  - le ruisseau de Mery (rd), 2 km sur les deux communes de Mery-Premecy (source) et Saint-Euphraise-et-Clairizet (confluence).
- le ruisseau de Treslon,
- un bras de l'Ardre,
- le ruisseau de la Vallée (rd), 3,3 km sur la seule commune de Savigny-sur-Ardres,
- le ruisseau de Barizet (rd), 3,4 km sur la seule commune de Serzy-et-Prin,
- le ruisseau de Brouillet (rg), 7,9 km sur les quatre communes de Lhéry, Crugny, Lagery et Brouillet, avec un affluent :
  - le ruisseau du Four à chaux (rg), 3 km sur les deux communes de Lagery et Brouillet.
- le ruisseau d'Arcis-le-Ponsart (rg) 5,4 km, sur les trois communes de Arcis-le-Ponsart (source), Mont-sur-Courville, Courville (confluence), qui traverse les étangs de Courville,
- l'Orillon (rg), 16,2 km sur cinq communes avec six tronçons affluents référencés et rang de Strahler trois,
- un bras de l'Ardre,

Le rang de Strahler est donc de quatre.

## Hydrologie

### L'Ardre à Fismes
Le débit de l'Ardre a été observé durant une période de 46 ans (1969-2014), à Fismes, localité du département de la Marne située au niveau de son confluent avec la Vesle, à 61 m d'altitude. Le bassin versant de la rivière est de 297 km2 soit la quasi-totalité du bassin versant de 302 km2 selon le SANDRE.
Le module de la rivière à Fismes est de 1,50 m3/s.
L'Ardre présente des fluctuations saisonnières de débit peu marquées, du moins comparé à la moyenne des cours d'eau français, avec des hautes eaux d'hiver-printemps portant le débit mensuel moyen à un niveau situé entre 1,95 et 2,54 m3/s, de décembre à avril inclus (avec un léger maximum en février), et des basses eaux de fin d'été-début d'automne, de juillet à octobre inclus, avec une baisse du débit moyen mensuel jusqu'à 0,68 - 0,70 m3/s aux mois d'août et de septembre, ce qui reste élevé.

### Étiage ou basses eaux
À l'étiage, le VCN3 peut chuter jusque 0,32 m3/s, en cas de période quinquennale sèche, soit 320 litres par seconde, ce qui n'est pas encore sévère.

### Crues

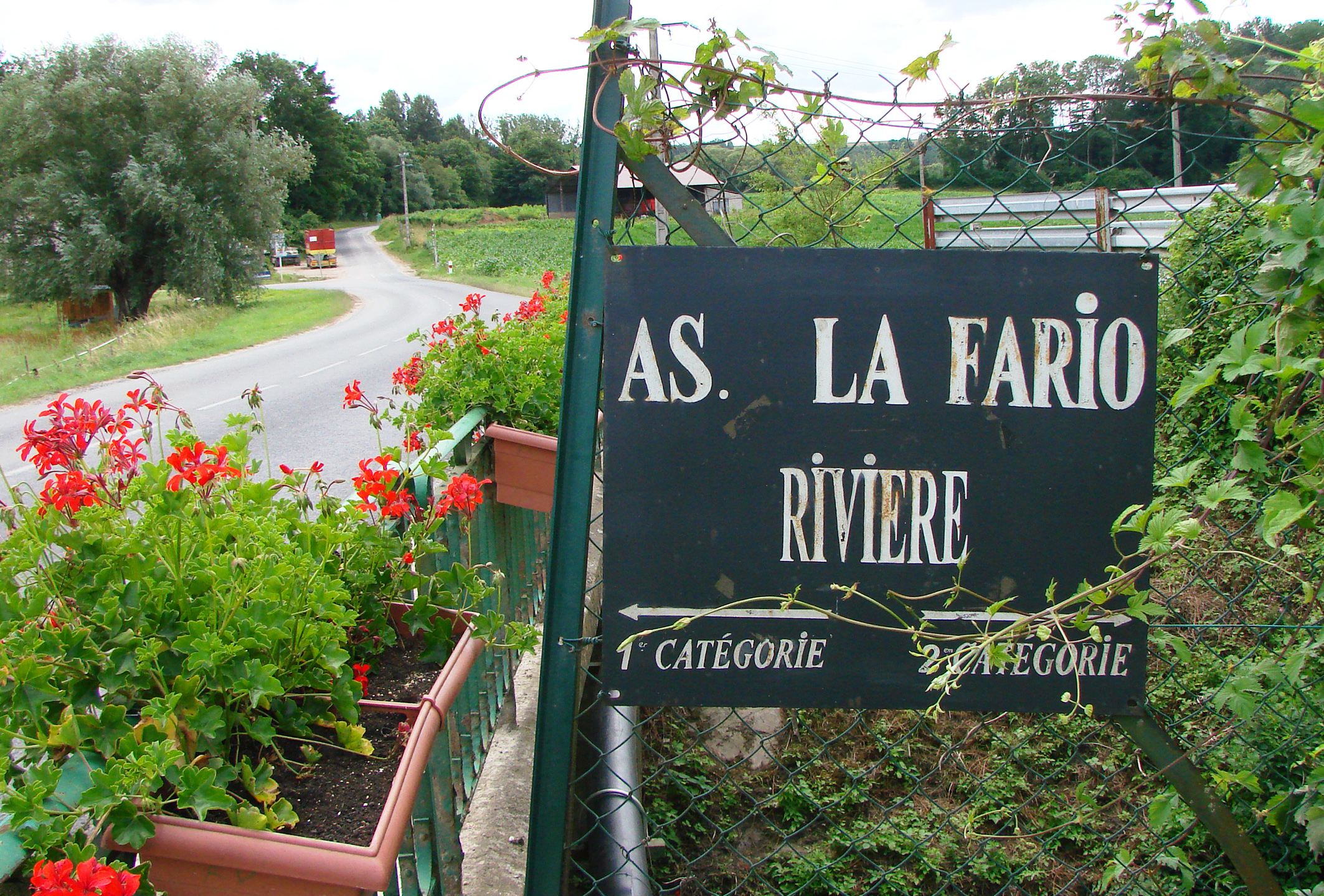
Le pont de Faverolles constitue la limite entre les tronçons de première et deuxième catégorie de la rivière.

À l'inverse de la Vesle, les crues peuvent être assez importantes, compte tenu du faible débit moyen et de la petitesse de son bassin. Les QIX 2 et QIX 5 valent respectivement 9 et 14 m3/s. Le QIX 10 est de 17 m3/s, le QIX 20 de 20 m3/s, tandis que le QIX 50 vaut 24 m3/s.
Le débit instantané maximal enregistré à Fismes durant cette période, a été de 29,4 m3/s le 23 mars 2001,, tandis que la valeur journalière maximale était de 23,10 m3/s le 22 mars 2015. En comparant la première de ces valeurs avec l'échelle des QIX de la rivière, cette crue était plus importante que la crue cinquantennale calculée du QIX 50, et donc exceptionnelle. La hauteur maximale instantanée s'est établie à 305 cm ou 3,05 m, le même 23 mars 2015,.

### Lame d'eau et débit spécifique
L'Ardre n'est pas une rivière très abondante. La lame d'eau écoulée dans son bassin versant est de 159 millimètres annuellement (identique à la Vesle), ce qui est fort inférieur à la moyenne d'ensemble de la France tous bassins confondus, et aussi à la moyenne des bassins de l'Aisne (260 millimètres par an), et de la Seine (plus ou moins 240 millimètres par an). Le débit spécifique (ou Qsp) de la rivière atteint 5,0 litres par seconde et par kilomètre carré de bassin.

## La pêche
L'Ardre est une rivière de première catégorie jusqu'au pont de Faverolles-et-Coëmy , c'est-à-dire que l'on y pêche avant tout des salmonidés comme les truites fario. Au-delà, elle devient rivière de deuxième catégorie (essentiellement des cyprinidés ou poissons blancs).